# Skaistkalne
Skaistkalne (ryska: Скайсткалне) är en ort i Lettland.   Den ligger i kommunen Vecumnieku novads, i den centrala delen av landet, 70 km sydost om huvudstaden Riga. Skaistkalne ligger 44 meter över havet och antalet invånare är 692.
Terrängen runt Skaistkalne är mycket platt. Runt Skaistkalne är det ganska glesbefolkat, med 23 invånare per kvadratkilometer. Det finns inga andra samhällen i närheten. Omgivningarna runt Skaistkalne är en mosaik av jordbruksmark och naturlig växtlighet.